# Австралийские имперские силы (Первая мировая война)
Австралийские имперские силы (АИС) (англ. Australian Imperial Force (AIF) — экспедиционные войска Австралийской армии периода Первой мировой войны. Были созданы 15 августа 1914 года вслед за британским объявлением войны Германской империи. В состав АИС входил Австралийский авиакорпус, впоследствии переименованный в Королевские военно-воздушные силы Австралии.

## История

### Формирование
К началу Первой мировой войны австралийская армия представляла собой неполный штат ополченцев. Лишь небольшое количество войск, в основном артиллеристов и инженеров, сосредоточенных на побережье, было регулярным. Из-за положения «Закона об обороне» 1903 года, который запрещал отправлять призывников за границу стало ясно, что для ведения боевых действия за пределами континента необходимо создать отдельные от регулярной армии и ополчения силы целиком из добровольцев. По соглашению с метрополией, австралийское правительство было обязано предоставить в распоряжение регулярной армии 20 тысяч человек в составе одной пехотной дивизии и одной лёгкой кавалерийской бригады, а также несколько вспомогательных подразделений для службы «везде, где того пожелают британцы» в соответствии с довоенным планом обороны империи. Данные меры были приняты по соответствию с соглашениями, достигнутыми на Имперской конференции 1911 года. Австралийские имперские силы (англ. Australian Imperial Force, AIF) стали формироваться вскоре после начала боевых действий против Германии и были детищем бригадного генерала (впоследствии генерал-майора) Уильяма Тросби Бриджеса и начальника его генерального штаба майора Бруденелла Уайта. Официально они были сформированы 15 августа 1914 года, а слово «имперские» в названии было выбрано, чтобы отразить долг австралийских военных перед нацией и империей. Первоначально AIF планировалось использовать лишь для боевых действий в Европе. В то же время для захвата Германской Новой Гвинеи был сформирован отдельный отряд численностью в 2000 человек. Он получил название «Австралийские военно-морские экспедиционные силы» (англ. Australian Naval and Military Expeditionary Force, AN&MEF. Небольшие отряды были размещены также на территории континента на случай ответной реакции немецкой армии на нападение.
Только сформированные AIF состояли из одной пехотной дивизии и одной лёгкой кавалерийской бригады. В состав первой из них входила 1-я дивизия под командованием полковника Генри Маклаурина, офицера австралийского происхождения, ранее служившего в армии неполный день; 2-я бригада под командованием полковника Джеймса Маккея, австралийского политика и военного ирландского происхождения, бывшего министра обороны, и 3-я бригада под командованием полковника Юэна Синклера Маклагана, британского офицера, прикомандированного к австралийской армии перед началом войны. Лёгкой кавалерийской бригадой командовал полковник Талбот Хоббс. Первоначальный отклик на призыв в добровольческие силы был настолько хорош, что в сентябре 1914 года было принято решение о создании ещё одной, 4-й пехотной бригады, а также двух дополнительных кавалерийских. Командование пехотной бригадой принял на себя полковник Джон Монаш, мельбурнский инженер-строитель и предприниматель. В течение войны AIF продолжали расти за счёт добровольческих отрядов. В конечном счёте к концу войны они насчитывали 5 пехотных и две конные дивизии, а также множество вспомогательных подразделений. Поскольку Австралийские имперские силы лишь поддерживали британские войска, а не вели самостоятельных боевых действий, их подразделения были организованы по тому же принципу, что и аналогичные формирования британской армии. При этом они нередко различались по структуре, особенно вспомогательные отряды.
Наспех развёрнутый, первый контингент AIF страдал от повсеместной нехватке снаряжения и слабой подготовки к военным действиям. В начале 1915 года он был всё ещё неопытным подразделением; лишь незначительная часть его бойцов имела опыт реальных сражений. Но при этом многие его офицеры, а также сержантский состав в довоенных регулярных войсках или ополчении, а большая часть простых солдат прошла базовую подготовку в рамках австралийской системы обязательного (на тот момент) воинского призыва. Основу сил составляли пехотные батальоны и лёгкие кавалерийские полки — высокое соотношение отрядов ближнего боя к вспомогательным юнитам, в частности медицинского административного, материально-технического и других. Выше данное соотношение было только у Новозеландских экспедиционных сил (НЭС). Этот факт по крайней мере частично объясняет высокий процент потерь в AIF. Тем не менее в дальнейшем в состав AIF вошло большое количество логистических и административных подразделений, которые были способны удовлетворить большинство потребностей основных пехотно-кавалейских подразделений, а также иногда занимались поддержкой частей союзников. Но в вопросах поддержки артиллерии и других крупных систем вооружения, которые были разработаны и применены по ходу войны, имперские силы всё же в первую очередь полагались на британскую армию.

### Участие в войне

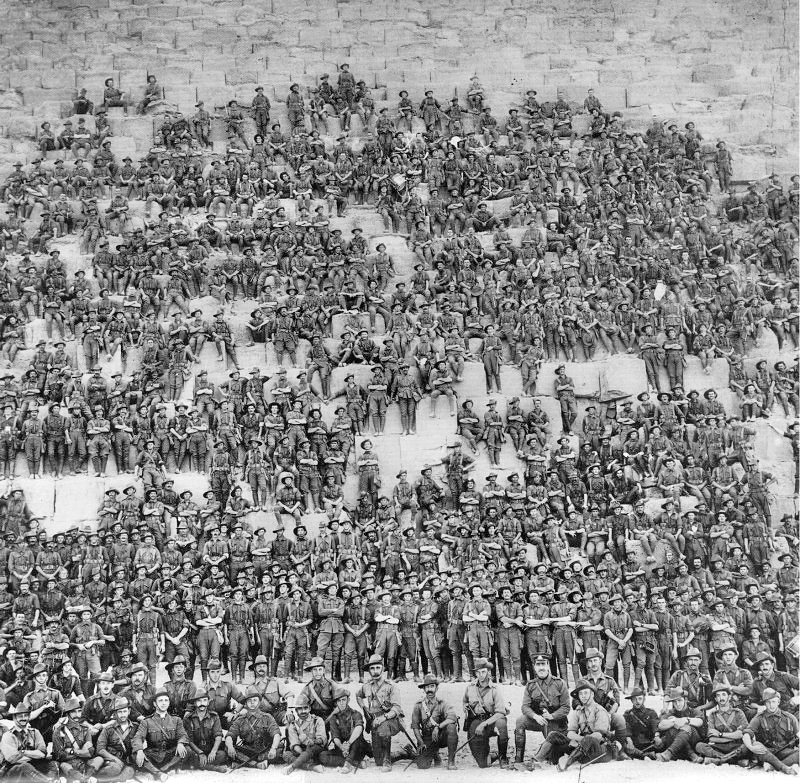
11-й батальон (Западная Австралия), 3-й пехотной бригады, 1-й австралийской дивизии, расположившийся на ступенях пирамиды Хеопса
(10 января 1915)

По окончании войны все соединения АИС вернулись в свои гарнизоны и начался процесс демобилизации. Исключение составили 4-я эскадрилья авиакорпуса и 3-й эвакуационный пункт, задействованные в оккупационной службе в Рейнской демилитаризованной зоне. 7-й полк лёгкой кавалерии вместе с новозеландским полком были отправлены с оккупационными функциями на Галлипольский полуостров. В целом, хотя британцы высоко ценили боевые качества австралийских солдат, они считали их недостаточно дисциплинированными для службы в составе оккупационного гарнизона, поэтому для этого австралийскую пехоту не привлекали. Всего для транспортировки домой во Франции насчитывалось 92 000 солдат, ещё 60 000 было в Англии, 17 000 размещались на Среднем Востоке, а также штат медсестёр в Салониках и Индии. К маю 1919 года во Франции австралийских войск уже не осталось, тем не менее, 70 000 солдат всё ещё было расквартировано в Солсберийской равнине. К сентябрю там их оставалось всего 10 000. Старший австралийский командующий по репатриации и демобилизации, генерал Джон Монаш, вернулся домой 26 декабря 1919 года. Последний транспортный корабль с австралийскими войсками, отправлявшимися на родину, «H.T Naldera», покинул Лондон 13 апреля 1920 года. 1 апреля 1921 года Австралийские имперские силы официально прекратили своё существование, а 1 июля 1921 года воинские госпиталя в Австралии были переданы в ведение гражданских структур.

## Организация

### Командование
В первые годы после формирования в 1914 году Австралийскими имперскими силами командовал Уильям Бриджес, который также являлся командиром 1-й дивизии. После его гибели в ходе Дарданелльской операции в мае 1915 года австралийское правительство первоначально назначило командиром обеих дивизий АIF генерал-майора Джеймса Гордона Легге, ветерана Второй англо-бурской войны. Однако данное решение встретило противодействие со стороны главнокомандующего британскими войсками в Египте генерал-лейтенанта Джона Максвелла. В конце концов правительство Австралии и Максвелл пришли к соглашению, и Легге стал вторым в AIF, находясь в подчинении генерал-лейтенанта Уильяма Бидвуда, который ранее командовал АНЗАК. Когда Легге был направлен в Египет чтобы принять командование 2-й дивизией, Бирвуд заявил австралийскому правительству, что генерал-майор не может исполнять обязанности командующего AIF и что австралийское правительство должно передать ему полномочия Бриджеса. Это и было сделано 18 сентября 1915 года на временной основе. В ноябре того же года был ранен генерал-майор Гарольд Уокер, командующий первой дивизии. На его место был назначен повышенный до аналогичного звания Гарри Шовель. Он стал первым офицером австралийского происхождения, который принял на себя командование целой дивизией. Когда Бирвуд принял на себя командование Дарданельской армией Британской империи, лидерство в AIF перешло к другому офицеру, генерал-лейтенанту Александру Годли, который ранее командовал НЭС. Но в начале 1916 года Бирвуд вернулся на пост руководителя AIF, приняв одновременно командование вторым корпусом АНЗАК после его формирования в Египте. 28 марта 1-й и 2-й корпуса АНЗАК поменялись названиями. В начале 1916 г. австралийское и, в меньшей степени, новозеландское правительства стремились создать единую армию под общим командованием Бирдвуда, в которую вошли бы все пехотные дивизии AIF и Новозеландская дивизия. Однако генерал Дуглас Хейг, командующий войсками Британской империи во Франции, отклонил это предложение на том основании, что численность этих сил была слишком мала, чтобы оправдать их объединение в полевую армию.

## Пехотные дивизии
- 1-я дивизия
- 2-я дивизия
- 3-я дивизия
- 4-я дивизия
- 5-я дивизия
- 6-я дивизия
- Новозеландская и австралийская дивизия

Каждая дивизия состояла из трёх пехотных бригад, а каждая бригада — из четырёх батальонов. Батальон насчитывал около 1000 человек.
В начале битвы за Галлиполи в распоряжении АИС имелось четыре пехотных бригады, три из которых впоследствии составили 1-ю австралийскую дивизию. 4-я бригада, присоединившись к единственной новозеландской пехотной бригаде, сформировали собой Новозеландскую и австралийскую дивизию. 2-я пехотная дивизия была создана в Египте в 1915 году и отправлена в Галлиполи в августе. После Галлипольской кампании пехотные войска претерпели внушительные расширения. 3-я пехотная дивизия была сформирована в Австралии и отправлена во Францию. Первоначальные бригады (с 1-й по 4-ю) были разделены пополам для создания новых 16 батальонов, использованных для образования ещё четырёх пехотных бригад. В свою очередь, эти бригады (с 12-й по 15-ю) были задействованы для построения 4-й и 5-й дивизий. Таким образом, ядром батальонов для двух новых дивизий стали закалённые в боях ветераны.
6-я пехотная дивизия представляла собой кратковременное формирование, созданное на территории Англии в феврале 1917 года. Спустя несколько месяцев части, составлявшие дивизию, были переданы на пополнение других соединений, а сама 6-я дивизия расформирована в сентябре того же года, так и не поучаствовав в боевых действиях.
В отличие от британской армии, в австралийской пехоте не было полков вовсе, лишь батальоны с порядковыми номерами от 1-го до 60-го. Каждый батальон организовывался в конкретном географическом регионе. Наиболее густонаселённые штаты, такие как Новый Южный Уэльс и Виктория, создавали не только собственные батальоны, но и целые бригады, тогда как остальные штаты и территории объединялись, чтобы собрать один батальон. Такие региональные объединения сохранялись на протяжении всей войны, что придавало каждому батальону сильное чувство собственной идентичности.
После битвы при Пашендейле стала ощущаться нехватка людских резервов, когда пять австралийских дивизий потеряли 38 000 человек. Существовали планы по реорганизации войск по британскому примеру, когда число батальонов в бригаде было сокращено с четырёх до трёх. В британской полковой системе этот процесс прошёл довольно болезненно, хотя с расформированием одного батальона полковую идентичность удалось сохранить. В австралийской системе расформирование батальона означало исчезновение цельной боевой единицы. Когда в сентябре 1918 года на повестке дня появился вопрос о расформировании восьми батальонов, последовала серия «мятежей против расформирования» — рядовой состав попросту отказывался переходить в новые батальоны. Подобное неповиновение каралось, один из двух смертных приговоров, вынесенных военно-полевыми судами АИС, был за участие в таком мятеже. Зачинщиков мятежа обвиняли в дезертирстве, тем не менее, обречённым батальонам позволялось оставаться вместе до следующей битвы, после которой выжившие добровольно переводились на новые места службы.

## Конные дивизии

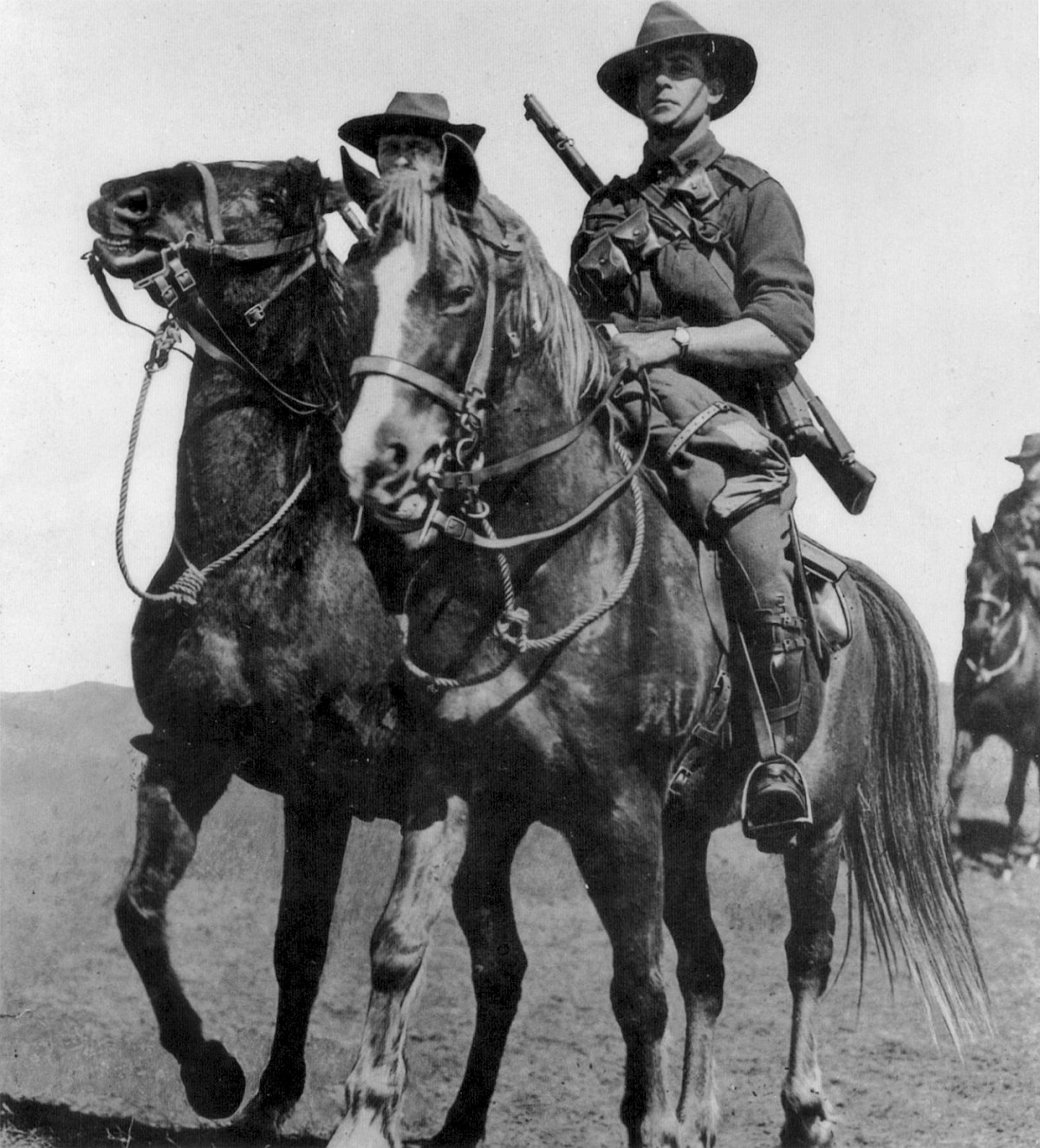
Австралийская лёгкая кавалерия

Австралийские имперские силы включали в себя две кавалерийские дивизии: Австралийскую конную дивизию и конную дивизию АНЗАК. Каждая дивизия состояла из трёх бригад лёгкой кавалерии. Дивизия АНЗАК была названа таким образом, поскольку в её составе имелась одна бригада из Новой Зеландии — Новозеландская конная стрелковая бригада. Австралийская конная дивизия изначально называлась Имперская конная дивизия из-за присутствия в её составе двух британских частей — 5-й и 6-й конных (йоменских) бригад.

## Армейские корпуса
Характерной особенностью австралийских оперативно-тактических соединений типа армейский корпус было их повсеместное объединение с новозеландскими войсками. В сущности, из пяти корпусов Первой мировой войны — четыре совмещали в себе военнослужащих обеих стран. И только Австралийский армейский корпус, созданный поздней осенью 1917 года, состоял из пяти исключительно австралийских дивизий. Предшествовавшие ему по хронологии корпуса были тремя формированиями Австралийского и Новозеландского армейского корпуса — АНЗАК. Первый — активно участвовал в боях в Египте и Галлиполи. После вывода союзнического контингента с Галлипольского полуострова, на базе исходного австралийско-новозеландского корпуса, после дополнения новыми дивизиями, было создано два армейских соединения: 1-й и 2-й корпуса АНЗАК.
Наконец, особым объединением было кавалерийское формирование — Пустынный конный корпус. Созданный в Египте в декабре 1916 года под названием Пустынная колонна, он изначально включал в себя подразделения разных стран Содружества. Поначалу, помимо кавалерийских частей, поддержку ему оказывали британские пехотные дивизии. В августе 1917 года Пустынная колонна была расширена до корпуса, а пехотные соединения исключены. После реорганизации корпус включал в себя: Австралийскую конную дивизию, дивизию АНЗАК, британскую Йоменскую конную дивизию и интернациональный Имперский верблюжий корпус. Общее командование осуществлял австралийский генерал-лейтенант Генри Шовел. После переломных сражений Синайско-Палестинской кампании, летом 1918 года, корпус был вновь переформирован. Ряд йоменских батальонов был переведён во Францию, а конная дивизия АНЗАК была расформирована. Им на смену пришли формирования Британской Индийской армии — 4-я и 5-я кавалерийские дивизии, несколько конных батальонов и батарей Королевской конной артиллерии.